# Si tu beus, condueixo jo
Si tu beus, condueixo jo (rus: Трезвый водитель; transcrit com a Trezvi vodítel) és una pel·lícula de comèdia russa del 2019 dirigida per Rèvaz Guiguinèixvili. S'ha doblat i subtitulat al català.
La pel·lícula es va estrenar el 21 de març de 2019.